# The Adventures of Moon Man & Slim Shady
The Adventures of Moon Man & Slim Shady è un singolo dei rapper statunitensi Kid Cudi e Eminem, pubblicato il 10 luglio 2020 da Republic Records.

## Descrizione
The Adventures of Moon Man & Slim Shady, pubblicato in seguito alla morte di George Floyd e le proteste per la morte di George Floyd, è una sorta di inno contro il razzismo, la gestione della pandemia di COVID-19 e il giocatore di football americano Drew Bees.

## Tracce
Testi di Scott Mescudi, Marshall Mathers III, Julian Gramma, Oladipo Omishore, Luis Resto, musiche di Dot da Genius e J Gramm.
1. The Adventures of Moon Man & Slim Shady – 4:24